# Get a Grip
| Críticas profissionais | Críticas profissionais |
| Avaliações da crítica  | Avaliações da crítica  |
| Fonte                  | Avaliação              |
| ---------------------- | ---------------------- |
| allmusic               | [ 1 ]                  |
| Rolling Stone          | [ 2 ]                  |
| Robert Christgau       | A−                     |
| Entertainment Weekly   | C                      |

Get a Grip é o décimo primeiro álbum de estúdio da banda norte-americana de hard rock Aerosmith.
Algumas músicas muito polémicas foram lançadas neste álbum. Uma delas é o single Eat The Rich (Comam os Ricos em português), e uma das músicas mais conhecidas da banda, o single Crazy, que contava com as atrizes Alicia Silverstone e Liv Tyler (Filha do vocalista Steven Tyler, que na época tinham menos de 20 anos). Outros sucessos como Cryin' e Amazing foram revelados neste álbum.
A canção "Cryin" fez parte da trilha sonora internacional da novela "Sonho Meu", exibida entre 1993/1994, pela TV Globo.

## Faixas
Versão Internacional
1. "Intro" (Joe Perry, Jim Vallance, Steven Tyler) – 0:23
2. "Eat the Rich" (Perry, Vallance, Tyler) – 4:09
3. "Get a Grip" (Perry, Vallance, Tyler) – 3:58
4. "Fever" (Perry, Tyler) – 4:15
5. "Livin' on the Edge" (Mark Hudson, Perry, Tyler) – 6:20
6. "Flesh" (Desmond Child, Perry, Tyler) – 5:56
7. "Walk on Down" (Perry) – 3:37
8. "Shut Up and Dance" (Jack Blades, Perry, Tommy Shaw, Tyler) – 4:55
9. "Cryin'" (Perry, Taylor Rhodes, Tyler) – 5:08
10. "Gotta Love It" (Hudson, Perry, Tyler) – 5:58
11. "Crazy" (Child, Perry, Tyler) – 5:16
12. "Line Up" (Lenny Kravitz, Perry, Tyler) – 4:02
13. "Can't Stop Messin'" (Tyler, Perry, Blades, Shaw) - 3:30
14. "Amazing" (Richie Supa, Tyler) – 5:56
15. "Boogie Man" (Perry, Vallance, Tyler) – 2:16

Versão Americana
1. "Intro" (Joe Perry, Jim Vallance, Steven Tyler) – 0:23
2. "Eat the Rich" (Perry, Vallance, Tyler) – 4:09
3. "Get a Grip" (Perry, Vallance, Tyler) – 3:58
4. "Fever" (Perry, Tyler) – 4:15
5. "Livin' on the Edge" (Mark Hudson, Perry, Tyler) – 6:20
6. "Flesh" (Desmond Child, Perry, Tyler) – 5:56
7. "Walk on Down" (Perry) – 3:37
8. "Shut Up and Dance" (Jack Blades, Perry, Tommy Shaw, Tyler) – 4:55
9. "Cryin'" (Perry, Taylor Rhodes, Tyler) – 5:08
10. "Gotta Love It" (Hudson, Perry, Tyler) – 5:58
11. "Crazy" (Child, Perry, Tyler) – 5:16
12. "Line Up" (Lenny Kravitz, Perry, Tyler) – 4:02
13. "Amazing" (Richie Supa, Tyler) – 5:56
14. "Boogie Man" (Perry, Vallance, Tyler) – 2:16

## Integrantes
- Tom Hamilton - baixo
- Joey Kramer - bateria
- Joe Perry -  guitarra, percussão, vocais, background vocais
- Steven Tyler - gaita, percussão, teclado, vocais, flauta
- Brad Whitford - guitarra, guitarra-base

## Posições

### Album
Billboard (North America)
| Ano  | Chart             | Posição |
| ---- | ----------------- | ------- |
| 1993 | The Billboard 200 | 1       |

### Singles
Billboard (North America)
| Ano  | Single               | Chart                  | Posição |
| ---- | -------------------- | ---------------------- | ------- |
| 1993 | "Amazing"            | Mainstream Rock Tracks | 3       |
| 1993 | "Amazing"            | The Billboard Hot 100  | 24      |
| 1993 | "Amazing"            | Top 40 Mainstream      | 9       |
| 1993 | "Cryin'"             | Mainstream Rock Tracks | 1       |
| 1993 | "Cryin'"             | The Billboard Hot 100  | 12      |
| 1993 | "Cryin'"             | Top 40 Mainstream      | 11      |
| 1993 | "Eat the Rich"       | Mainstream Rock Tracks | 5       |
| 1993 | "Fever"              | Mainstream Rock Tracks | 5       |
| 1993 | "Livin' on the Edge" | Mainstream Rock Tracks | 1       |
| 1993 | "Livin' on the Edge" | The Billboard Hot 100  | 18      |
| 1994 | "Crazy"              | Mainstream Rock Tracks | 7       |
| 1994 | "Crazy"              | The Billboard Hot 100  | 17      |
| 1994 | "Crazy"              | Top 40 Mainstream      | 7       |

## Certificações
| Organização   | Nível      | Data                   |
| ------------- | ---------- | ---------------------- |
| RIAA - EUA    | Ouro       | 23 de Junho de 1993    |
| RIAA - EUA    | Platina    | 23 de Junho de 1993    |
| RIAA - EUA    | 2x Platina | 13 de Setembro de 1993 |
| RIAA - EUA    | 3x Platina | 12 de Janeiro de 1994  |
| RIAA - EUA    | 4x Platina | 19 de Abril de 1994    |
| RIAA - EUA    | 5x Platina | 15 de Setembro de 1994 |
| RIAA - EUA    | 6x Platina | 6 de Dezembro de 1994  |
| RIAA - EUA    | 7x Platina | 7 de Novembro de 1995  |
| ABPD - Brasil | Ouro       | 1995                   |

## Premiações
Grammy Awards
| Ano  | Vencedor             |
| ---- | -------------------- |
| 1993 | "Livin' on the Edge" |
| 1994 | "Crazy"              |